# ゲルハルト・クービック
ゲルハルト・クービック（Gerhard Kubik、1934年12月10日 - ）は、オーストリアのウィーン出身の民族音楽学者である。ウィーン大学で民族学、音楽学、アフリカの言語を研究している。1971年に博士論文を発表し、1980年に教授となった。
クービックは48年もの間、毎年アフリカへ行った。1958年から、15のアフリカ諸国での実地調査に基づき、アフリカとアフリカ系アメリカ人に関する300以上の本をベネズエラとブラジルで出版した。クービックは主に、音楽とダンス、口承の言い伝えなどのアフリカ文化、中央アフリカのバントゥー語を、アメリカ大陸（主にブラジル）に教育していた。クービックはアフリカ中の民族音楽をかき集めて25,000回も録音し、ウィーンへ持ち帰り編集した。
ゲルハルト・クービックが1959年にウガンダで数か月過ごした後、アフリカ伝統音楽の分野で最も著名な学者であるブラック・ディアスポラが1960年にタンガニーカへ初めて来た。
アフリカ音楽がまだあまり知られていない頃、クービックはクラリネットでマラウイから来た新しい民族音楽と呼べるクウェラ・ジャズ・バンドと共演し、ヨーロッパとアフリカを演奏してまわった。このバンドは、クービックが2007年7月に再訪問したとき、タンザニアまで一緒に行き、ダルエスサラーム大学とタンザニア国立博物館で演奏した。
タンザニアにいる間、クービックは1960年以降タンザニア民族音楽を100枚ものCDに録音した。この希少なコレクションは、ドイツ大使館後援の下、ダルエスサラーム大学の学生とスタッフの研究で使用されている。
タンザニアでは、クービックは主に国の中央部と南部に滞在し、ゴゴ族やキシ族、ニャキュウサ族と1989年にレコードを録音した。